# Virgin Games
Virgin Games is een online gokbedrijf dat haar diensten voornamelijk exploiteert in het Verenigd Koninkrijk. Virgin Games had een licentie om de merknaam te gebruiken van Virgin Group.
Het bedrijf werd eind 2003 opgericht door de Virgin Group. In 2013 is het overgenomen door softwareontwikkelaar Gamesys voor een onbekend bedrag.
Ondanks dat Virgin Games onderdeel is van de Virgin Group, is het niet gerelateerd aan Virgin Interactive, een uitgever van computerspellen, dat voorheen bekend stond als Virgin Games Ltd.
Het bedrijf houdt een aantal poker-toernooien in het Verenigd Koninkrijk, en heeft daarnaast ook spellen als keno, poker, en een casino met roulette en blackjack.